# Gargara carinata
Gargara carinata är en insektsart som beskrevs av William D. Funkhouser 1935. Gargara carinata ingår i släktet Gargara och familjen hornstritar. Inga underarter finns listade i Catalogue of Life.